# Maison-Ponthieu
Maison-Ponthieu è un comune francese di 285 abitanti situato nel dipartimento della Somme nella regione dell'Alta Francia.

## Storia

### Simboli
Il comune ha ripreso il blasone di Pépin de Wierre, signore del luogo nel 1370, e della sua famiglia, De Wierre de Maison, che ne tenne la signoria fino al 1540. Il capo ricorda l'appartenenza del paese all'antica contea di Ponthieu.

## Società

### Evoluzione demografica
Abitanti censiti